# Apex Legends
Apex Legends es un videojuego gratuito perteneciente a los géneros battle royale y hero shooter en primera persona, desarrollado por Respawn Entertainment y publicada por Electronic Arts.
Fue lanzado para Microsoft Windows, PlayStation 4 y Xbox One el 4 de febrero de 2019. En julio de 2020 se anunció que el título llegaría a Steam a finales de 2020, junto al juego cruzado entre las plataformas. El 9 de marzo de 2021, el juego llegó a Nintendo Switch. Una campaña publicitaria centrada en youtubers y jugadores profesionales, consiguió atraer 1 millón de jugadores únicos en ocho horas, 2,5 millones en el primer día y 50 millones en tres días. El 7 de marzo de 2022 el juego sería lanzado en formato de "lanzamiento regional limitado" para teléfonos inteligentes en algunos países seleccionados, y posteriormente sería lanzado de manera global, este port está desarrollado por Tencent aunque es supervisado por el mismo Respawn.
Mientras Respawn había estado trabajando en los esfuerzos para lograr una segunda secuela en la serie Titanfall, el éxito del género Battle Royale los llevó a volver a trabajar los elementos de Titanfall en un género de Battle Royale, pero manteniendo su propia esencia.
Apex Legends superó los 25 millones de jugadores al final de su primera semana y los 50 millones en su primer mes. Para abril de 2021, tenía más de 100 millones de jugadores, lo que lo convierte en uno de los videojuegos más jugados de todos los tiempos por número de jugadores.

## Temporadas
Cada temporada dura alrededor de 3 meses, y todas traen consigo una serie de cambios y nuevas cosas, que pueden ser: Nuevas leyendas, armas, mapas, modos de juegos, botín, eventos, reliquias, aspectos prestigios, tomas de ciudades, entre otros.
- Temporada 0 (o pretemporada): Trajo consigo el rifle de asalto "Havoc", el cual usa munición de energía, tiene la característica de tardar un poco en empezar a disparar, este tiempo se puede eliminar con la mejora de arma Turbocargador, también se añadió la reliquia de Wraith. Solo contaba con 8 leyendas disponibles, cada una con 3 únicas habilidades, y había 20 armas. El único mapa disponible era “Cañón de los reyes”.

- Temporada 1: Frontera Salvaje (Wild Frontier): La primera temporada de todas. Trajo consigo a una nueva leyenda escaramuza, “Octane”, un adicto a la adrenalina que vive para correr riesgos extremos, hacer acrobacias y vivir al límite. La temporada trajo consigo el primer evento de todo Apex Legends: The Legendary Hunt (Caza Legendaria).

- Temporada 2: Carga de Batalla (Battle Charge): Trajo consigo a una nueva leyenda de control, “Wattson”, una brillante ingeniera eléctrica de origen francés. Su historia y habilidades están profundamente conectadas con la tecnología y la defensa. También se introdujo una nueva arma, la “L-Star EMG”, una ametralladora pesada de plasma, su principal característica es que no necesita recargarse, en lugar de eso se puede sobrecalentar si dispara durante mucho tiempo seguido. Se añadieron nuevas mejoras de armas, Proyectiles Disruptivos y Punta de Martillo, junto con otra variedad de cambios, como los cargadores de energía, los gestos de vuelo, las pantallas de carga personalizadas, paquetes de música y el nuevo modo de juego, Rankeds (Clasificatorias), entre otros cambios. Se actualizó el mapa Cañón de los Reyes. La temporada trajo consigo 2 nuevos eventos por tiempo limitado, los cuales son: Iron Crown Collection Event (Corona de Hierro) y Void Walker (Caminante del Vacio). En el evento Iron Crown se introdujo la reliquia de Bloodhound, el Pico de Cuervo.

- Temporada 3: Fusión (Meltoown): Trajo consigo a una nueva leyenda de reconocimiento, “Crypto”, especializado en el uso de drones y la recopilación de información para obtener ventaja táctica en el campo de batalla. Añadieron un nuevo mapa, Fin del Mundo, junto con un nuevo modo de juego, Campo de Tiro, una zona para practicar con todas las armas y objetos del juego. Se introdujo una nueva arma, el “Rifle de Cargas”, siendo un cañón de riel devastador, disparaba un gran rayo de energía que viajaba recto y hacia más daño si se mantenía el disparo sobre el objetivo. Se introdujo una nueva toma de ciudad, Mirage Voyage, basada en Mirage y ubicada en Fin del Mundo, dentro había un mecanismo que al activarlo soltaba varias esferas, que al romperlas tenían botín de nivel 2, 3 y 4. Se añadieron los amuletos de armas. La temporada trajo consigo 3 nuevos eventos por tiempo limitado, los cuales son: Fight or Fright Collection Event (Lucha o Pesadilla), Mirage's Holo-Day Bash (Expreso Invernal) y Grand Soirée Arcade (Gran Velada). En el evento Fight or Fright se introdujo la reliquia de Lifeline, las Baquetas Eléctricas, y en el evento Mirage's Holo-Day Bash se introdujo la reliquia de Pathfinder, los Guantes de Boxeo.

- Temporada 4: Asimilación (Assimilation): Trajo consigo a una nueva leyenda escaramuza, “Revenant”, un asesino implacable con una historia trágica que combina tecnología avanzada y la pérdida de su humanidad. Se introdujo una nueva arma, el “Sentinel”, un rifle de francotirador de cerrojo, se le puede cargar con una pila para escudos para aumentar su daño, aunque tiene un límite de tiempo, y este también se reduce si se hace un disparo. Con la llegada de la nueva arma se añadió una nueva categoría para las armas, llamada Francotiradores, en esta categoría se incluirían el DMR Longbow, el Rifle de Cargas, el Kraber Calibre. 50 y el nuevo Sentinel. Se mejoró el modo de juego Clasificatorias, añadiendo un nuevo nivel “Maestro”, que se ubicaría después del nivel Diamante y antes del nivel Depredador Apex, también se agregaron las divisiones de nivel (en un mismo nivel hay diferentes subniveles, del 1 al 4). A lo largo de la temporada se fue añadiendo nuevo botín, como la munición de francotirador y el cargador de francotirador ampliado, y los evoescudos (que aumentan su nivel a medida que vas haciendo daño), a su vez, se eliminó la mejora de arma Turbocargador. Se añadieron otros cambios, como la rotación de mapas, el nuevo modo de juegos Dúos, la actualización de mapa de Fin del Mundo, y la nueva toma de ciudad, Pruebas, basada en Bloodhound y ubicado en Fin del Mundo, dentro se puede iniciar una lucha contra los Prowlers (Una especie de carnívoro grande), una vez terminada la pelea se abrirá un compartimiento donde se pueden saquear objetos, luego iniciará otra ronda, hasta llegar a la tercera y última ronda. A medida que avanzan las rondas, se hacen más complicadas y dan mejores recompensas. La temporada trajo consigo 2 nuevos eventos por tiempo limitado, los cuales son: System Override Collection Event (Anulación del Sistema) y The Old Ways (Viejas costumbres). En el evento System Override se introdujo la reliquia de Octane, el Cuchillo Mariposa.

- Temporada 5: Favor y Fortuna (Fortune's Favor): Trajo consigo a una nueva leyenda de apoyo, “Loba”, una ladrona elegante y letal con un trasfondo trágico y un fuerte deseo de venganza. Su historia está entrelazada con Revenant. Se añadió un nuevo modo de juego, las Misiones, se basan en conseguir cajas de tesoros por todo el mapa (cada caja de suministros tiene una probabilidad de dar una caja de tesoros), a medida que se van consiguiendo, se desbloquean diferentes recompensas y las diferentes misiones PVE, se pueden completar en solitario o en cooperativo. Esta modalidad sigue actualmente, con la diferencia que las misiones PVE no regresaron. Se añadió nuevo botín, como la Baliza de Reaparición Móvil (un objeto que tiene su propio espacio en el inventario, y sirve para reaparecer a los compañeros eliminados), y se removió la mejora de arma Impacto Doble. Se añadió un nuevo dispositivo, la Torre de Carga, junto con una nueva toma de ciudad, la Sala de Mapas, basada en Crypto y ubicado en Cañón de los Reyes, dentro se pueden rastrear a todos los pelotones del mapa que sigan convida. Se actualizó el mapa Cañón de los Reyes. La temporada trajo consigo un único evento de colección por tiempo limitado: Lost Treasures Collection Event (Tesoros Perdidos). Este evento introdujo la reliquia de Mirage, Witt en Exceso.

- Temporada 6: A tope (Boosted): Trajo consigo una nueva leyenda de control, “Rampart”, especializada en defensas tácticas y en infligir un gran daño con armas pesadas. Es conocida por su personalidad ingeniosa, extrovertida y llena de humor sarcástico. Se introdujo una nueva arma, el “Volt SMG”, un subfusil activado con energía. Se añadieron una variedad de cambios y nuevas cosas, como los Espráis Holográficos, reintegraron la mejora de arma Turbocargador y removieron la mejora de arma Estrangulador (Ahora esa mejora está implementada por defecto en el Peacekeeper y el Triple Take). Se implementó el sistema de fabricación, donde se pueden fabricar diferentes objetos en un Duplicador (Que están esparcidos por el mapa) estos objetos varían diaria y semanalmente, los objetos que se puedan fabricar en un Duplicador no se pueden encontrar por el resto del mapa. Se actualizó el mapa Fin del Mundo. La temporada trajo consigo 2 nuevos eventos por tiempo limitado, los cuales son: Aftermarket Collection Event (Mercado de Repuestos) y Fight or Fright (Lucha o Pesadilla). En el evento Aftermarket se introdujo la reliquia de Caustic, el Martillo Mortal.

- Temporada 7: Ascensión (Ascension): Una de las temporadas más grandes de todo el juego. Trajo consigo a una nueva leyenda escaramuza, “Horizon”, una científica astrofísica conocida por su ingenio, inteligencia y su dominio de la gravedad, lo que la convierte en una experta en controlar el campo de batalla de maneras únicas. Se añadió un nuevo mapa, Olympus. Otros cambios y adquisiciones nuevas son: ahora el pase de batalla se suben los niveles consiguiendo estrellas, implementación de los Clubs (Un sistema donde los jugadores pueden hacer un club con otros jugadores, tenía diferentes recompensas e insignias), la mejora de arma Cartuchera de Desenfunde Rápido, el Brazo de MRVN, (este último sirve para los recién añadidos MRVN de Botín, que están por todo el mapa y sueltan botín de nivel 1, 2, y 3, dándole un Brazo de MRVN te garantiza que suelte botín de nivel 4), se removió la mejora de arma Selector de Fuego, y la llegada de Apex Legends a Steam. Se añadieron los Tridentes, un vehículo que se puede encontrar por todo el mapa, y que permite subir hasta 3 jugadores a la vez, además se pueden colocar diferentes habilidades de leyendas en él, como la Trampa de Gas Nox (Caustic), la Cúpula de Protección (Gibraltar), la Minigun de Posición Sheila (Rampart), entre otros. La temporada trajo consigo 2 nuevos eventos por tiempo limitado, los cuales son: Holo-Day Bash (Galletas Holo festivas) y Fight Night Collection Event (Velada de Combate). En el evento Fight Night se introdujo la reliquia de Gibraltar, la Maza de Guerra.

- Temporada 8: Estragos (Mayhem): Trajo consigo una nueva leyenda de asalto, “Fuse”, un mercenario veterano amante de las explosiones con un carisma desbordante y un estilo de lucha enfocado en causar el mayor daño posible. Se introdujo una nueva arma, el “Rifle de Repetición 30-30”, un repetidor semiautomático pesado. Cuando más se mantenga el apuntado, más daño harán los disparos. Se añadió nuevo botín,como los Cargadores Ampliados nivel 4 (Recargan el arma automáticamente al desenfundar), la mejora de arma Impacto Doble (Anteriormente removida) y los Termoescudos (Crean una zona para no sufrir daño del anillo). También se removieron las mejoras de arma Gatillo Doble y Cartuchera de Desenfunde Rápido. Salida del juego para Nintendo Switch. Se actualizó el mapa Cañón de los Reyes. La temporada trajo consigo 3 nuevos eventos por tiempo limitado, los cuales son: Anniversary Collection Event (Aniversario Ampliado), Chaos Teory Collection Event (Teoria del Caos) y War Games (Juegos de Guerra). En el evento Chaos Teory se introdujo la reliquia de Bangalore, Acero Frío.

- Temporada 9: Legado (Legacy): Trajo consigo a una nueva leyenda escamaruza, “Valkyrie”, o simplemente Valk, especializada en movilidad aérea y combate estratégico desde las alturas, hija del legendario piloto Viper. Se introdujo una nueva arma, el “Arco Compuesto Bocek”, un arma única que aumenta su daño, rapidez y precisión si se mantiene el apuntado. Se introdujo un nuevo modo de juego permanente, “Arenas”, se basa en un combate 3V3 más centrado, dividido en rondas. Esta modalidad tiene sus propios mapas exclusivos. Se añadió nuevo botín y mecánicas, como los gestos para leyenda, las flechas, las mejoras de arma Tempo de Puntería y Puntas de Fragmentación, y se removieron 3 mejoras de armas, Punta de Martillo, Perforacráneos e Impacto doble. Se actualizó el mapa Olympus. La temporada trajo consigo 2 nuevos eventos por tiempo limitado, los cuales son: Genesis Collection Event (Génesis) y Thrillseekers (Buscaemociones). En el evento Genesis se introdujo la reliquia de Revenant, el Hoz del Muerto.

- Temporada 10: Eclosión (Emergence): Trajo consigo a una nueva leyenda de reconocimiento, “Seer”, un personaje enigmático con una presencia artística y carismática que se especializa en el rastreo preciso de enemigos y en el control táctico del combate. Se introdujo una nueva arma, el “LMG Rampage”, una ametralladora ligera térmica, que se puede cargar con una granada de termina para aumentar su cadencia. Se añadió nuevo botín, como la mejora de arma Cargador Potenciado, y se removieron las mejoras Impacto Doble y Cartuchera de Desenfunde Rápido. Se actualizó el mapa Fin del Mundo. Ahora también se pueden jugar las Clasificatorias en el modo de juego Arenas. Se añadió una nueva toma de ciudad, Gran Maude, basada en Rampart y ubicada en Fin del Mundo, dentro se pueden comprar distintas armas con los materiales (Que ya están completamente equipadas, en diferentes niveles). La temporada trajo consigo 2 nuevos eventos por tiempo limitado, los cuales son: Evolution Collection Event (Evolución) y Monster Within (Monstruos Interiores). En el evento Evolution se introdujo la reliquia de Rampart, Solucionaproblemas.

- Temporada 11: Evasión (Escape): Trajo consigo a una nueva leyenda de asalto, Ash, un simulacro especializa en el combate táctico y la precisión letal. Su historia conecta directamente con el universo de Titanfall. Se introdujo una nueva arma, el C.A.R SMG, un subfusil adaptable que usa tanto munición ligera como munición pesada. Se añadió un nuevo mapa, Punto Tormenta. Se introdujo la mejora de arma Cartucho Doble. La temporada trajo consigo 2 nuevos eventos por tiempo limitado, los cuales son: Raiders Collection Event (Piratas) y Dark Depths (Profundidades). En el evento Raiders se introdujo la reliquia de Wattson, el Lector de Energía.

- Temporada 12: Resistencia (Defiance): Se introdujo una nueva leyenda de asalto, Mad Maggie, conocida por su actitud agresiva, su resistencia inquebrantable y su habilidad para desatar el caos en el campo de batalla. Su historia está profundamente entrelazada con la de Fuse y el planeta Salvo. Se añadió un nuevo modo de juego por tiempo limitado, Control, un combate 9v9 en el que ambos equipos tienen que capturar las distintas zonas que hay en el mapa para conseguir puntos y ganar la partida. Este modo estuvo disponible las primeras tres semanas de la temporada. Se actualizó el mapa Olympus. Se añadieron las mejoras de armas Alimentador Cinético y Punta de Martillo (Anteriormente removida). En el evento 3° Anniversary se introdujeron un nuevo tipo de cosmético, los Aspectos Prestigios, que son aspectos exclusivos para las leyendas, hay 3 variantes diferentes que se consiguen completando retos. Al llegar al nivel 3 (y último), además de la variante correspondiente, se desbloquea una nueva ejecución para la leyenda que tenga el aspecto prestigio, en este evento se introdujo el aspecto prestigio de Bloodhound, Cazador Apex. La temporada trajo consigo 3 nuevos eventos por tiempo limitado, los cuales son: 3° Anniversary Collection Event (3° Aniversario), Warrios Collection Event (Soldados) y Unshackled (Sin Cadenas). En el evento Warrios se introdujo la reliquia de Crypto, la Espada Biwon, y en el evento 3° Anniversary se in

- Temporada 13: Salvadores (Saviors): Se introdujo una nueva leyenda de apoyo, Newcastle, el hermano de Bangalore. Se especializa en defensa y soporte, para fortificar posiciones y proteger a sus compañeros de equipo. Se actualizó el mapa “Punto Tormenta”. Se removió la mejora de arma Cartucho Doble. Se actualizó el mapa Punto Tormenta. Se añadió una nueva toma de ciudad, Clínica, basada en Lifeline y ubicada en Olympus. Dentro se puede encontrar una plataforma donde las leyendas heridas pueden curarse automáticamente. La temporada trajo consigo 2 nuevos eventos por tiempo limitado, los cuales son: Awakening Collection Event (Despertar) y Gaiden. En el evento Awakening se introdujo la reliquia de Valkyrie, el Suzaku, y en evento Gaiden se introdujo el aspecto prestigio de Bangalore, Comandante Apex.

- Temporada 14: Cacería (Hunted): Se introdujo a una nueva leyenda de reconocimiento, Vantage, una cazadora experta que creció en un entorno hostil, lo que la hace independiente, ingeniosa y letal con un rifle de francotirador en mano, se especializa en el combate a larga distancia y la recopilación de información. Se actualizó el mapa Cañón de los Reyes. Ahora se puede llegar al nivel 500 3 veces, reiniciándose cuando se llega al nivel máximo, lo que hace que cada jugador pueda conseguir 544 packs Apex, garantizando una reliquia solo por jugar. Se añadió nuevo botín, como la Mira Laser y la mejora de arma Gatillo Doble (Anteriormente removida). A su vez, se removieron otras mejoras de arma, Tempo de Puntería y Puntas de Fragmentación. La temporada trajo consigo 2 nuevos eventos por tiempo limitado, los cuales son: Beast of Prey Collection Event (Bestia Depredadora) y Figth or Fright (Lucha o Pesadilla). En el evento Beast of Prey se introdujo la reliquia de Loba, la Garra de Alanza.

- Temporada 15: Eclipse (Eclipse): Se introdujo a una nueva leyenda de control, Catalyst, una alquimista y experta en ferrofluidos que utiliza su conocimiento para cambiar el curso de la batalla. Se especializa en habilidades tácticas y defensivas basadas en el control del terreno y la manipulación del entorno. Se añadió un nuevo mapa, Luna Rota. Se introdujeron un nuevo tipo de cosmético, las Pegatinas, sirven para decorar los objetos curativos, también se añadió la posibilidad de regalar cosméticos a tus amigos y todas las leyendas desbloqueadas en Campo de Tiro. Se reintrodujo la mejora de arma Impacto Doble, y se removieron otras mejoras, Punta de Martillo, Cargador Potenciado y Alimentador Cinético. La temporada trajo consigo 3 nuevos eventos por tiempo limitado, los cuales son: Wintertide Collection Event (Invierno), Spellbound Collection Event (Conjuro) y Celestial Sunrise Collection Event (Amanecer Celestial). En el evento Spellbound se introdujo la reliquia de Seer, Sensacional, y en el evento Wintertide se introdujo el aspecto prestigio de Wraith, Cambiavacíos Apex.

- Temporada 16: Juerga (Revelry): Otra de las temporadas más grandes, por primera vez en la historia del videojuego no fue introducida una nueva leyenda, en su lugar se hicieron enormes cambios a algunas leyendas y sus clases, ahora las 5 clases de leyendas (Apoyo, Control, Asalto, Escaramuza y Reconocimiento) compartirán una habilidad pasiva extra exclusiva de cada clase. Se introdujo una nueva arma, el Némesis, un rifle de energía con auto ráfaga de 4 disparos. El modo Arenas junto con sus clasificatorias son removidos definitivamente, en su lugar añadieron otro modo de juego nuevo, “Batalla a Muerte por Equipos”, un combate 6v6, teniendo como ganador al equipo que obtenga más puntos por muertes, también se añadió el modo de juego permanente Variados, este tendrá distintos modos de juegos anteriormente incluidos en eventos por tiempo limitado. Se añadió nuevo botín, los Cerrojos de Escopeta nivel 4 (Cargan el arma automáticamente al deslizar) y se reincorporo la mejora de arma Punta de Martillo, a su vez, se removió la mejora Impacto Doble. Ahora abran partidas con Bots, para los jugadores recién llegados. Se actualizó el Campo de Tiro, ahora se puede activar la opción para tener munición infinita, y los Dummies se pueden personalizar mucho más. La temporada trajo consigo 4 nuevos eventos por tiempo limitado (Siendo la primera temporada del juego en tener 4 eventos), los cuales son: Anniversay Collection Event (4° Aniversario), Imperial Guard Collection Event (Guardia Imperial), Sun Squad Collection Event (Pelotón Solar) y Veiled Collection Event (Velado). En el evento Imperial Guard se introdujo el recolor de la reliquia de Wraith, Amanecer del Hope; en el evento Sun Squad se introdujo la reliquia de Ash, Eslabón más Fuerte; y en el evento Veiled se introdujo el aspecto prestigio de Caustic, Contagio de Apex.

- Temporada 17: Arsenal (Arsenal): Se introdujo a una nueva leyenda de asalto, Ballistic, un veterano combatiente que participó en los Juegos de Thunderdome, una competición anterior a los Juegos Apex. Actualización del mapa Fin del Mundo. Se actualizó casi por completo el Campo de tiro, ampliándolo y trayendo nuevas zonas, así como nuevos Easter eggs, que se tienen que completar haciendo cosas específicas en distintos puntos por la zona. Se introdujo el sistema de Maestría de armas, el cual permite poder subir de nivel a las distintas armas que hay y desbloquear diferentes recompensas, siendo 100 el nivel máximo para cada arma. Se añadió un nuevo objeto de supervivencia, la Torre de evacuación, el cual permite crear una torre de salto portátil para poder escapar rápido de un área, tiene un tiempo límite para usarla antes de que se destruya y también puede ser destruida por otros jugadores. La temporada trajo consigo 3 nuevos eventos por tiempo limitado, los cuales son: Thread Level (Nivel de Amenaza), Dressed to Kill (Vestuario para Matar), y Neon Network (Red Neón). En el evento Dressed to Kill se introdujo la reliquia de Horizon, Fauces Gravitatorias; y en el evento Neon Network se introdujo el aspecto prestigio de Valkyrie, Interceptora Apex.

- Temporada 18: Resurrección (Resurrection): Se hizo una gran actualización para la leyenda Revenant, cambiando todas sus habilidades y conservando algunas de sus habilidades pasivas; también se actualizó por completo el Rifle de Cargas, ya no hace un rayo de energía al disparar, los disparos hacen más daño con la distancia y traspasan a los objetivos. Se reintrodujeron las mejoras de arma Cargador Potenciado y Proyectiles Disruptivos, a su vez, se removió la mejora Gatillo Doble. La temporada trajo consigo 2 nuevos eventos por tiempo limitado, los cuales son: Harbingers Collection Event (Presagios) y Doppelgangers Collection Event (Doppelgangers). En el evento Harbingers se introdujo la reliquia de Fuse, Filo de Navaja; y en el evento Doppelgangers se introdujo el aspecto prestigio de Revenant, Pesadilla Apex.

- Temporada 19: Ignición (Ignite): Se introdujo a una nueva leyenda de apoyo, Conduit, una luchadora optimista con una conexión profunda con su familia y un vínculo único con la tecnología de los titanes, centrada en el soporte y el trabajo en equipo. Se actualizó el mapa Punto Tormenta. Se removieron dos mejoras de arma, Cargador Potenciado y Gatillo Doble. La temporada trajo consigo 3 nuevos eventos por tiempo limitado, los cuales son: Apex Legends x Post Malone, Uprising Collection Event (Rebelión) y Apex Legends y Final Fantasy VII Rebirth. En el evento Final Fantasy VII Rebirth se introdujo la primera Reliquia Universal del juego (Se puede equipar en cualquier leyenda), llamada Espada Mortal R2R5; y en el evento Uprising se introdujo el aspecto prestigio de Loba, Licántropa de Apex.

- Temporada 20: Evolución (Breakout): Otra temporada grande, se introducen las Mejoras de Leyenda, al subir de nivel el evoescudo, además de tener más protección, se da la oportunidad de poder elegir entre dos mejoras de leyenda (Solo en el nivel 2 y 3 del evoescudo), que pueden cambiar la habilidad táctica o definitiva, de la forma en cómo se usa, hacer que dure por más tiempo, que pueda tener otra variante, añadir otra habilidad pasiva, añadir otra carga de habilidad, que tarde menos tiempo en poder usarse, entre otros; solo se pueden elegir dos mejoras de leyenda por partida, no es obligatorio adquirir una mejora. Se añadieron los Evoalijos, un objeto de botín único que conceden un nivel entero del evoescudo; también se añadió un nuevo dispositivo, los Evorrecolectores, se pueden encontrar por el mapa y al activarlos dan puntos en el evoescudo para todo el pelotón. La temporada trajo consigo 4 nuevos eventos por tiempo limitado, los cuales son: 5° Anniversary Collection Event (5° Aniversario), Inner Beast Collection Event (Bestia Interior), Shadow Society (Sociedad Oculta) y Urban Assault Collection Event (Asalto Urbano). En el evento Inner Beast se introdujo el recolor de la reliquia de Octane, el Prototipo de Octane; en el evento Shadow Society se introdujo otra reliquia universal, Katar de Cobalto; y en el evento Urban Assault se introdujo el aspecto prestigio de Octane, Contracorriente Apex.

- Temporada 21: Alteración (Upheaval): Se introdujo a una nueva leyenda escaramuza, Alter, especializada en manipular el vacío para desorientar a sus enemigos y proporcionar movilidad estratégica a su equipo. Se añadió nuevo botín, como la mejora de arma Cargador Potenciado (Anteriormente removida), y se removió la mejora Perforacráneos, junto con la mira 1x Detector de Amenazas. Se actualizó el mapa Luna Rota. La temporada trajo consigo 2 nuevos eventos por tiempo limitado, los cuales son: Double Take Collection Event (Doble cara) y Void Reckoning (Sentecia del Vacío). En el evento Double Take se introdujo el aspecto prestigio de Lifeline, Corrupción Apex.

- Temporada 22: Onda de Choque (Shockwave): Se añadió un nuevo mapa Electrodistrito. Se añadió un nuevo modo de juego, Bot Royale, una modalidad pensada para los nuevos jugadores; es como una partida normal de Battle Royale, pero con bots y menos pelotones. Se introdujo un nuevo depósito de suministros, el Depósito Místico, que contiene una gran cantidad de suministros médicos, granadas, experiencia para el pelotón, armas completamente mejoradas y un arma de pack de supervivencia. Ahora se pueden llevar dos P2020 o Mozambiques a la vez, aumenta la cadencia, tienen el doble de balas y se hacen completamente automáticas, pero tienen tiempo de recargas más largos y no se puede usar las miras. Se añadió la mejora de arma Generador de Escudos y se removió la mejora Proyectiles Disruptivos. La temporada trajo consigo 3 nuevos eventos por tiempo limitado, los cuales son: Temporal Chaos Collection Event (Caos Temporal), Space Hunt (Caza Espacial) y Techno Terror Collection Event (Terror Tecnológico). En el evento Chaos Temporal se introdujo el recolor de la reliquia de Bangalore, Filo de Esmeralda; en el evento Space Hunt se añadió otra reliquia universal, Picadura de Serpiente; y en el evento Techno Terror se introdujo el aspecto prestigio de Pathfinder, Mecánico Apex.

- Temporada 23: Desde la Grieta (From the Rift): Se hizo una gran actualización para la leyenda Lifeline, cambiando todas sus habilidades y conservando algunas de sus habilidades pasivas. Se introdujo una nueva arma (por tiempo limitado), el EPG-1, un lanzador de un disparo impulsado con energía directa. Se añadió una nueva reliquia universal, la Garra de Raptor. La temporada trajo consigo 3 nuevos eventos por tiempo limitado, los cuales son: Winter's Haunt (Posesión Invernal), Astral Anomaly (Anomalía Astral) y Lunar Rebirth Collection Event (Renacer Lunar). En el evento Winter's Haunt se introdujo el recolor de la reliquia de Bloodhound, Maldición Invernal; y en el evento Lunar Rebirth se introdujo el aspecto prestigio de Alter, Serpiente del Vacío Apex.

- Temporada 24: Influencia (Anthem): Se añadieron los Arsenales de Armas a las partidas, depósitos donde se pueden encontrar y mejorar las diferentes armas que hay, cada arsenal contiene armas de un mismo tipo de munición (ligera, pesada, energía, francotirador y escopeta). Se removieron todos los cascos del botín del suelo, y se añadieron los cascos de nivel rojo. La temporada trajo consigo 2 nuevos eventos por tiempo limitado, los cuales son: Beast Mode (Modo Bestia) y Fight Force (Fuerza de Combate). En el evento Beast Mode se añadió otra reliquia universal, Espada de Poder; y en el evento Fight Force se introdujo el aspecto prestigio de Mirage, Adonis de Apex.

- Temporada 25: Prodigio (Prodigy): Se introdujo una nueva leyenda, Sparrow, un habilidoso arquero italiano del prestigioso clan de cazarrecompensas Clessidra Rossa. El Arco Compuesto Bocek regresa al botín del suelo luego de varias temporadas, se equilibraron sus estadísticas y tiene un numero limitado de flechas, que pueden ser reutilizables si se recogen nuevamente, también se le puede equipar con una Granada de Fragmentación para disparar flechas explosivas que se adhieren en la leyendas enemigas alcanzadas o al terreno para luego explotar. Regreso del modo de juego Arenas. La temporada trajo consigo 3 nuevos eventos por tiempo limitado, los cuales son: Deadly Design (Diseño Mortal), Future Icons (Iconos del Futuro) y Haute Shot (Tiro Alto). En el evento Deadly Design se introdujo el recolor de la reliquia de Pathfinder, Golpes Belva; en el evento Future Icons se introdujo el aspecto prestigio de Wattson, Ícono de Apex; y en el evento Haute Shot se añadió otra reliquia universal, Perforacielos.

- Temporada 26: Confrontación (Showdown): Se añadió un nuevo modo de juego permanente, Comodín, centrado en el combate rápido y frenético, tiene características exclusivas, como una segunda oportunidad luego de ser eliminado, posibilidad de acumular leyendas por equipo, inventario y botín simplificado, etc. Se introdujo un nuevo tipo de armas, las Armas de Élite, que son variantes de algunas armas actuales, como una nueva RE-45 que ahora dispara en ráfagas y usa munición de energía. Se añadieron los Amplificadores de Leyendas, pasivas que se pueden encontrar por el mapa para dar una pequeña mejora para las leyendas, cada una trae alguna característica extra (por ejemplo, la mejora de Baterías Ilimitadas no consume baterías al usarlas, pero tiene que haber al menos 2 baterías en el inventario para que funcione), hay un total de 5 variantes. Se añadió un nuevo elemento cosmético, las Auras, similar a un holograma flotante encima de la leyenda que lo tenga equipado, se pueden ver en diferentes situaciones, durante los saltos del transporte, la selección de leyenda, en los gestos en tercera persona, etc.

ESTA ES LA ACTUAL TEMPORADA DEL JUEGO, POR LO QUE ESTÁ SUJETA A CAMBIOS Y MEJORAS.
Actualmente el juego cuenta con 27 leyendas, 30 armas, 32 reliquias (19 originales, 7 recolores y 6 universales), 13 aspectos prestigios y 6 mapas.

## Armas
Pistolas:
- Wingman: Revólver de alta potencia.
- P2020: Pistola semiautomática. Se pueden usar dos P2020 a la vez.
- RE-45: Pistola automática.

Escopetas:
- Peacekeeper: Escopeta con acción de palanca. Originalmente se podía equipar con la mejora Estrangulador, actualmente esa mejora ya viene integrada en el arma.
- Mozambique: Pistola-escopeta de triple cañón. Se pueden usar dos Mozambiques a la vez.
- Eva-8 Auto: Escopeta automática.
- Mastiff: Escopeta semiautomática potente.

Rifles de Asalto:
- VK-47 Flatline: Rifle de asalto automático. Se puede cambiar su tipo de fuego a semiautomático.
- Hemlok: Rifle de asalto de 3 rondas en ráfaga. Se puede cambiar su tipo de fuego a semiautomático.
- Carabina R-301: Rifle de asalto automático y de alta precisión. Se puede cambiar su tipo de fuego a semiautomático.
- Rifle Havoc: Rifle automático de energía cargada. Tarda un segundo en comenzar a disparar.
- Némesis: Rifle de energía con auto ráfaga de 4 disparos. Aumenta su cadencia a medida que dispara. Se introdujo en la temporada 16: Juerga

Subfusiles: 
- Alternator: Subfusil automático de doble cañón.
- R-99: Subfusil automático de fuego rápido.
- Prowler: Subfusil de 5 rondas en ráfagas. Originalmente se podía equipar con la mejora Selector de Fuego, solo se puede usar esa mejora cuando el Prowler es un arma de paquete de supervivencia.
- Volt SMG: Subfusil activado de energía. Se introdujo en la temporada 6: A Tope
- C.A.R SMG Subfusil adaptable. Puede usar munición ligera o pesada. Es el arma principal de Ballistic. Se introdujo en la temporada 11: Evasión.

Ametralladoras:
- Devotion: Ametralladora ligera automática de energía. Aumenta su cadencia a medida que dispara.
- M600 Spitfire: Ametralladora ligera automática.
- L-Star: Ametralladora pesada de plasma. No necesita recargar, pero se sobrecalienta después de disparar por un periodo de tiempo. Se introdujo en la temporada 2: Carga de Batalla
- Rampage LMG: Ametralladora ligera térmica. Se puede cargar con granadas de termina para aumentar la cadencia por un periodo de tiempo. Fue diseñada por Rampart. Se introdujo en la temporada 10: Eclosión.

Francotiradores:
- DMR Longbow: Rifle de francotirador semiautomático.
- Rifle de Carga: Cañón de riel devastador. Tarda un segundo en disparar y aumenta el daño con la distancia. Se introdujo en la temporada 3: Fusión
- Kraber Calibre .50: Rifle de francotirador de cerrojo potente.
- Sentinel: Rifle de francotirador de cerrojo. Se puede cargar con una pila para escudo para aumentar el daño, pero tiene un tiempo límite de uso, y el tiempo también se reduce cuando se hace un disparo. Se introdujo en la temporada 4: Asimilación.

Rifles de Precisión:
- Triple Take: Rifle de precisión de tres cañones. Originalmente se podía equipar con la mejora Estrangulador, actualmente esa mejora ya viene integrada en el arma.
- G7 Scout: Rifle de precisión ligero semiautomático. Es el arma principal de Bangalore.
- Arco Compuesto Bocek: Arco de mediana-larga distancia. Al apuntar por más tiempo gana precisión, la flecha viaja más rápido y hace más daño, pero con una cadencia más baja. Se introdujo en la temporada 9: Legado.
- Rifle de Repetición 30-30: Repetidor semiautomático pesado. Al apuntar por más tiempo las balas hacen más daño. Se introdujo en la temporada 8: Estragos. Es el arma principal de Fuse.

Otras:
- Rifle de Caza de Vantage: Un rifle de francotirador exclusivo de Vantage, es un Sentinel clásico de cerrojo recto modular.
- Minigum Portátil Sheila: Torreta desplegable con gran capacidad de munición, solo Rampart puede usarla en movimiento, se puede colocar en el suelo para el uso de compañeros del pelotón o enemigos.
- Cuchillo Arrojadizo: Exclusivo del modo de juegos Carrera de Armas, con un gran daño y bastante caída.

## Mejoras de arma
Las mejoras de armas son accesorios especiales que se pueden colocar en diferentes armas, cada mejora es compatible para 2 o más armas, y solo se puede equipar una mejora a la vez (A excepción del Arco Compuesto Bocek, que siempre tiene dos mejoras integradas). Estas varían dependiendo de la temporada del juego, por lo general se remueven y agregan al menos una mejora por temporada. Hay algunas mejoras que se removieron para ya venir implementada en el arma por defecto.
- Estrangulador de Precisión:

Armas compatibles y efecto: Peacekeeper y Triple Take / Reduce ampliamente la dispersión de los disparos (Actualmente esta mejora ya viene integrada en ambas armas).
- Selector de Fuego:

Armas compatibles y efecto: Prowler y Havoc / Permite un modo de disparo alternativo (En el Prowler puede llegar a ser totalmente automático y el Havoc puede ser semiautomático, disparando un rayo con cadencia reducida)
- Gatillo Doble:

Armas compatibles y efecto: EVA-8 y G7 Scout / Realiza dos disparos seguidos por cada ráfaga, disminuye la cadencia.
- Impacto Doble:

Armas compatibles y efecto: R-301 y VK-47 Flatline / Aumenta el daño en el modo semiautomático, usa dos balas por disparo y se reduce la cadencia.
- Proyectiles Disruptores:

Armas compatibles y efecto: RE-45, Alternator, L-Star y Peacekeeper / Aumenta el daño a los objetivos con escudo (el daño aumentado depende del arma).
- Estriado Perforacráneos:

Armas compatibles y efecto: Wingman, DMR Longbow y Rifle de Repetición 30-30 / Aumenta el daño de los disparos a la cabeza.
- Turbocargador:

Armas compatibles y efecto: Havoc y Devotion / Reduce el tiempo de giro de disparo automático (En el Havoc dispara inmediatamente y en el Devotion empieza con la cadencia de disparo al máximo)
- Punta de Martillo:

Armas compatibles y efecto: P2020, Mozambique y RE-45 / Aumenta el daño a objetivos sin escudo (El daño aumentado depende del arma).
- Cartuchera de Desenfunde Rápido:

Armas compatibles y efecto: Wingman y RE-45 / Reduce el tiempo de cambio de arma, los disparos tienen menos dispersión desde la cadera y reduce el tiempo de apuntado con la mira.
- Puntas de Fragmentación:

Armas compatibles y efecto: Rifle de Repetición 30-30 y Arco Compuesto Bocek / Divide los proyectiles en 7 perdigones al disparar desde la cadera en un patrón de explosión (Actualmente esta mejora ya viene integrada en el Arco Compuesto Bocek).
- Tempo de Punteria:

Armas compatibles y efecto: Arco Compuesto Bocek y Sentinel / Aumenta la cadencia si se dispara en un momento específico (Actualmente esta mejora ya viene integrada en el Arco Compuesto Bocek).
- Cartucho Doble:

Armas compatibles y efecto: Mastiff y Rifle de Repetición 30-30 / Permite recargar 2 cartuchos a la vez (Actualmente esta mejora ya viene integrada en el Mastiff).
- Alimentador Cinético:

Armas compatibles y efecto: Peacekeeper y Triple Take / Carga automáticamente el arma y reduce el tiempo de estrangulamiento al deslizarte.
- Cargador potenciado:

Armas compatibles y efecto: Hemlok, Wingman y Triple Take / Aumenta la velocidad de recarga cuando queda poca munición, y la próxima recarga tendrá balas extras.
- Generador de Escudos:

Armas compatibles y efecto: M600 Spitfire, L-Star, Rampage y Devotion / Genera un escudo encima del arma al apuntar (Similar a la habilidad pasiva de Gibraltar).

## Personajes
Actualmente (Temporada 25) se contabilizan un total de 27 personajes utilizables. Cada uno con una habilidad táctica, una definitiva y al menos una pasiva (dependiendo de la leyenda, pueden llegar a ser más), también tienen una habilidad extra dependiendo de a que clase pertenezcan (Asalto, Escaramuza, Apoyo, Control y Reconocimiento). Con la implementación de los Perks, todas las leyendas tienen diferentes variantes y mejoras de sus habilidades, cada una contando con un total de 4 perks distintos, pero solo pudiendo elegir 2 perks por partida. La versión de móvil contenía dos leyendas exclusivas, Fade' y Rhapsody, actualmente está versión del juego se encuentra removida.

### Leyendas
| Leyenda    | Nombre real                | Clase          | Debut               |
| ---------- | -------------------------- | -------------- | ------------------- |
| Alter      | YingLing Lui               | Escaramuza     | Temporada 21        |
| Ash        | Ashleigh Reid              | Asalto         | Temporada 11        |
| Ballistic  | August Montgomery Brinkman | Asalto         | Temporada 17        |
| Bangalore  | Anita Williams             | Asalto         | Temporada 0         |
| Bloodhound | Blódhundr                  | Reconocimiento | Temporada 0         |
| Catalyst   | Tressa Smith               | Control        | Temporada 15        |
| Caustic    | Alexander Maxwell Nox      | Control        | Temporada 0         |
| Conduit    | Martha Higareda            | Apoyo          | Temporada 19        |
| Crypto     | Tae-Joon Park              | Reconocimiento | Temporada 3         |
| Fade       | Ignacio Huamaní            | Asalto         | Temporada 1 (Movil) |
| Fuse       | Walter Fitzroy             | Asalto         | Temporada 8         |
| Gibraltar  | Makoa Gibraltar            | Apoyo          | Temporada 0         |
| Horizon    | Mary Somers                | Escaramuza     | Temporada 7         |
| Lifeline   | Ajay Che                   | Apoyo          | Temporada 0         |
| Loba       | Loba Andrade               | Apoyo          | Temporada 5         |
| Mad Maggie | Margaret Kōhere            | Asalto         | Temporada 12        |
| Mirage     | Elliott Witt               | Escaramuza     | Temporada 0         |
| Newcastle  | Jackson Williams           | Apoyo          | Temporada 13        |
| Octane     | Octavio Silva              | Escaramuza     | Temporada 1         |
| Pathfinder | MRVN                       | Escaramuza     | Temporada 0         |
| Rampart    | Ramya Parekh               | Control        | Temporada 6         |
| Revenant   | Kaleb Cross                | Asalto         | Temporada 4         |
| Rhapsody   | Linh My Vo                 | Apoyo          | Temporada 2 (Movil) |
| Seer       | Obi Edolasim               | Reconocimiento | Temporada 10        |
| Sparrow    | Enea Davide Guarino        | Reconocimiento | Temporada 25        |
| Valkyrie   | Kairi Imahara              | Escaramuza     | Temporada 9         |
| Vantage    | Xiomara Contreras          | Reconocimiento | Temporada 14        |
| Wattson    | Natalie Paquette           | Control        | Temporada 2         |
| Wraith     | Renee Blasey               | Escaramuza     | Temporada 0         |

### Stories From The Outlands
Stories From The Outlands son cinemáticas  que relatan las historias de origen de algunas de las leyendas, la siguiente lista está ordenando de acuerdo a qué momento fue subida cada historia al canal de YouTube del juego : 
- Voidwalker «Caminante del vacío»: Wraith
- A Father's Letter «Carta de un padre»: Wattson
- Forever Family «Familia por siempre»: Crypto
- Up Close and personal «De cerca»: Forge/Revenant
- The Old Ways «Viejas costumbres»: Bloodhound
- Legado Legacy Of A Thief «Legado de una ladrona»: Loba
- The Enforsement «El Ascenso»: Rampart
- Promise «Promesa»: Horizon
- Fight Night «Velada de combate»: Pathfinder
- Good As Gold «Ya soy oro»: Fuse
- Northstar: Valkyrie
- Metamorphosis «Metamorfosis»: Seer
- Ashes to Ash «Polvo al polvo»: Ash
- Gridiron: Bangalore
- Judgment «Juicio»: Mad Maggie
- Hero «Héroe»: Newcastle
- Family Business «Negocio familiar»: Lifeline
- Survive «Sobrevive»: Vantage
- Last Hope «Última esperanza»: Catalyst

## Desarrollo
Respawn Entertainment había creado previamente Titanfall (2014) y su secuela Titanfall 2 (2016) mientras era un estudio independiente; Electronic Arts apoyó la publicación de estos títulos y, en 2017, adquirió Respawn. Ambos juegos de Titanfall fueron elogiados por la crítica y tuvieron un fuerte seguimiento de los jugadores, siendo catalogados como uno de los mejores juegos de disparos de la historia.
Mientras Respawn había empezado a trabajar en un juego potencial de Titanfall 3, habían estado observando el panorama de la comunidad de jugadores alrededor de 2017, cuando PUBG: Battlegrounds comenzó a hacerse popular. Respawn ya había probado los conceptos de Titanfall en un formato de juego de supervivencia que encontraron que funcionaba bien, y comenzó a experimentar con estos conceptos en un marco de Battle Royale, aunque se dio cuenta rápidamente de que tener titanes manejables sería altamente desventajoso para los jugadores y, en su lugar, se centraron en crear clases de personajes bien diseñadas ajustadas al universo de Titanfall. Además, Respawn quería dedicarse a un juego que aprovecharía los ingresos potenciales en juegos Free to Play, y propuso el concepto de Apex Legends, que representa la mayor parte del esfuerzo del estudio para hacer un lanzamiento inicial fuerte. EA tuvo escepticismo en este enfoque y lo consideró arriesgado, según Drew McCoy, pero Respawn se basó en el éxito de Fortnite para demostrar que tales enfoques eran posibles.
En un movimiento único para EA, Respawn mantuvo el desarrollo de Apex Legends en secreto hasta su anuncio; McCoy dijo que querían que los jugadores formaran sus propias opiniones sobre el juego en lugar de hacerlo en los foros en línea, lo que alentaba a los jugadores a probar el juego en lugar de confiar en el marketing y en otros contenidos promocionales previos al lanzamiento. 
Apex Legends está inspirado en varios juegos de disparos de la última década: Halo y Destiny, que incorporaron sistemas de combate con una narrativa en evolución, Tom Clancy's Rainbow Six Siege, que demostró el uso de clases únicas para cambiar dinámicamente una fórmula sencilla, y Overwatch para refinar el concepto de leyendas. El juego se basa en el motor Source, el mismo que se usó para los juegos Titanfall anteriores. El sistema Smart Comm se perfeccionó al probar el juego durante un mes sin usar el chat de voz y usar nombres aleatorios para experimentar cómo anticipaban que la mayoría de los jugadores experimentaría el juego. El equipo probó cambiar algunas de las características enumeradas, como el tamaño del mapa, el número de jugadores en un partido y el tamaño del equipo, y encontró que 60 jugadores en equipos de tres en el mapa de envío eran los más divertidos de jugar, según Vince, CEO de Respawn. No se descartó proporcionar nuevos mapas o modos de juego en el futuro, y eso fue uno de los enfoques.
Antes del lanzamiento, McCoy confirmó los planes para implementar la característica del juego multiplataforma en Apex Legends en el futuro. Si bien esto llegó posteriormente, no es posible realizar compras cruzadas y progresivas debido a limitaciones de hardware. McCoy también declaró que eventualmente también les gustaría que Apex Legends viniera a IOS, Android y Nintendo Switch, y así sucedió posteriormente.  
Tencent Games ha declarado que están trabajando con Electronic Arts para llevar a Apex Legends a China, ayudando a desarrollar el juego en una versión exclusiva para que cumpla con los requisitos del estricto proceso de aprobación del regulador chino. El juego fue lanzado exitosamente en ese país. 
Dentro del mapa del juego, los jugadores encontraron al menos un pequeño juguete de peluche del Monstruo del Lago Ness, apodado Nessy, que también se había usado en varios mapas de Titanfall, y si un jugador le disparaba, aparece un breve mensaje en el killfeed; Los administradores de la comunidad de Respawn han reconocido que puede haber un gran secreto relacionado con estos en el juego.
Poco después del lanzamiento de Apex Legends se introdujeron los deportes electrónicos, y Respawn había anticipado establecer eventos una vez que se estableciera el juego. Ya en marzo de 2019, varios patrocinadores de equipos de deportes electrónicos comenzaron a reunir equipos de Apex Legends para estas competencias. ESPN lanzó su programa EXP para exhibir eventos de esports junto con otros eventos deportivos administrados por ESPN. El primer evento de este tipo fue la Exposición EXP Pro-Am Apex Legends, que se llevó a cabo el 11 de julio de 2019, junto con los Premios ESPY 2019. Del 1 al 4 de agosto de 2019 se llevó a cabo un evento EXP Invitational con un premio acumulado de $150,000 junto con los X Games Minneapolis 2019. Sin embargo, como resultado de los tiroteos masivos en El Paso y Dayton que ocurrieron durante ese fin de semana, tanto ESPN como ABC optaron por retrasar la transmisión del evento por respeto a las víctimas de los tiroteos. 
Respawn y EA anunciaron el Apex Legends Global Series en diciembre de 2019, que consta de varios eventos en línea y doce eventos en vivo durante 2020 con un premio total de US $ 3 millones. Los jugadores clasificarán para la Serie Global a través de Torneos en Línea. Los mejores jugadores y equipos de estos eventos serán invitados a eventos Challenger regionales o eventos Premier globales, donde los ganadores tienen la oportunidad de recibir un pago en efectivo e invitaciones a uno de los tres eventos principales. Se llevarán a cabo tres eventos principales para que cien equipos acumulen puntos en la Serie global para competir por la ubicación en el evento principal final, así como también como parte de un Premio acumulado de 500.000 dólares estadounidenses. El cuarto evento principal tuvo hasta sesenta equipos compitiendo por una parte de un fondo común de 1 millón de dólares.  El año 2 de la ALGS comenzó en septiembre de 2021. 
En 2021 se anunció la versión móvil del videojuego, misma que fue lanzada al año siguiente; sin embargo, el 1 de mayo del 2023, sus servidores cerrarán definitivamente debido a la baja popularidad del juego.

## Recepción
Tras su publicación, Apex Legends recibió «críticas generalmente favorables» según Metacritic. Ocho horas después de su lanzamiento, el juego superó el millón de jugadores y alcanzó los 2,5 millones de jugadores en 24 horas. En tres días, el juego tenía más de 10 millones de jugadores, con un máximo de un millón de jugadores diarios, y una semana después del lanzamiento había alcanzado los 25 millones de jugadores, y más de 2 millones de jugadores diarios máximos.
Apex Legends se anunció el 4 de febrero de 2019, el lunes anterior a que Electronic Arts reportara sus últimos resultados financieros trimestrales, que no cumplieron con las expectativas y causaron que el valor de las acciones de Electronic Arts cayera un 13 % al día siguiente. Sin embargo, a medida que se difundieron las noticias y la popularidad de Apex Legends, los analistas vieron que el juego desafío el dominio de Fortnite, y para el 8 de febrero, Electronic Arts había visto su mayor crecimiento en valor de acciones desde 2014, debido al éxito repentino de Apex Legends.
Apex Legends suele tener tendencias con las Stories From The Outlands en su canal de YouTube, teniendo unas recepciones en su gran mayoría, si no es que en todas, buenas por parte de la comunidad tras desvelar historias de legendas o de personajes no jugables que develan secretos, su pasado u otros temas de sumo interés.
VoidWalker es de los mencionados, el más visto con 10 millones de visitas, por lo general se promedia con 6 a 8 millones de visitas, las recepciones son muy buenas, mientras que "Northstar" obtuvo 3.7 millones de visitas en menos de 24 horas.